# Vama (Satu Mare)
Vama é uma comuna romena localizada no distrito de Satu Mare, na região histórica da Transilvânia. A comuna possui uma área de 51.04 km² e sua população era de 3807 habitantes segundo o censo de 2007.